# Action Man (série télévisée d'animation)
Pour l’article homonyme, voir Action Man.
Action Man est une série télévisée d'animation américaine en 27 épisodes de 26 minutes, créée d'après les figurines Action Man, et diffusée entre le 23 septembre 1995 et le 15 décembre 1996 en Syndication.
Une deuxième série, toujours intitulée Action Man, d'animation en 3D canadienne, en 26 épisodes de 26 minutes, a été diffusée entre le 5 août 2000 et le 14 septembre 2001 sur Fox Kids et YTV. En France, la série a été diffusée à partir du 16 janvier 2002 sur France 3.

## Synopsis
Action Man a perdu la mémoire en combattant son ennemi juré le maléfique Dr X. Action Man défend le monde contre Dr X et son bras droit le Pr Gangrène. L'équipe du bien est composée de Nathalie, Knuck, Jacques, et le secrétaire Norris.

## Voix françaises

### Première série
- Benoît Allemane : Docteur X

### Deuxième série
- Olivier Destrez : Action Man
- Bernard Tiphaine : Docteur X
- Lionel Tua : Brandon Caines
- Jean-François Kopf : Ami d'Action Man
- Guillaume Orsat : Grinder
- Emmanuel Garijo
- Paolo Domingo

 Source et légende : version française (VF) sur RS Doublage,

## Épisodes

### Première série

#### Première saison (1995)
1. Situation explosive (Explosive Situation)
2. La Fontaine de jouvence (Fountain Of Youth)
3. Soldat d'acier (Cybersoldier)
4. La Maison de (du) non-retour (You Can't Go Home Again)
5. La Civilisation perdue (Ancient History)
6. La Peste rouge (The Red Plague)
7. Titre français inconnu (Peril at Perigee)
8. Code à décrypter (Rogue Moons)
9. L'Enlèvement de l’Ambassadeur (Hands Down)
10. Objet Volant (Non) Identifié (We Come In Peace)
11. Titre français inconnu (R.A.I.D.)
12. Titre français inconnu (Skynap)
13. Titre français inconnu (The Outside Edge)

#### Deuxième saison (1996)
1. Vitamine X (The X Factor)
2. La Mer de glace (Ice Age)
3. Œil de Serpent (Soul of Evil)
4. Une impression de déjà vu (Déjà Vu)
5. Alerte aux météorites (Satellite Down)
6. Balade(s) dans l'espace (Space Walk)
7. Titre français inconnu (The Most Dangerous Prey)
8. Titre français inconnu (Points Of Danger)
9. Titre français inconnu (Crack Of Doom)
10. Titre français inconnu (Space Wars)
11. Titre français inconnu (Past Performance)
12. En pleine action [1/2] (A Time For Action [1/2])
13. En pleine action [2/2] (A Time For Action [2/2])

##### DVD
- États-Unis :

L'intégrale de la série est sortie sur le support DVD.
- Action Man The Complete Series (Coffret 2 DVD-9 Keep Case) sorti le 17 février 2015 chez Mill Creek Entertainment dans la collection TV Retro Toons. L'audio est en anglais 2.0 Dolby Digital. Pas de sous-titres, ni de suppléments. Il s'agit d'une édition Zone 1 NTSC. (ASIN B00QMWEIA8)

### Deuxième série

#### Première saison (2000)
1. Une épreuve serrée (Competitive Edge)
2. Une bête parfaite (Building the Perfect Beast)
3. Les Retrouvailles (Grey Areas)
4. Sale temps (Storm Front)
5. Les Nano robots (Gremlin in the Gears)
6. Le Sosie (Double Vision)
7. Dans les abysses (Into the Abyss)
8. Menace sur Sydney (Out of the Shadows)
9. Fausses informations (Lost in the Funhouse)
10. Le Facteur de l'au-delà (The Hereafter Factor)
11. Guerre froide (Cold War)
12. Le Monstre [1/2] (Swarm [1/2])
13. Le Monstre [2/2] (Swarm [2/2])

#### Deuxième saison (2001)
1. Délire vert (Green Thoughts)
2. Une grande soif (Thirst)
3. Les Deux sœurs (Ground Zero)
4. La Tour du pouvoir (Tower of Power)
5. Séismes [1/2] (Rumble [1/2])
6. Séismes [2/2] (Rumble [2/2])
7. Cherchez et détruisez (Search and Destroy)
8. Triton le dauphin (Triton Factor)
9. Le Meilleur ami de l'homme (Mann's Best Friend)
10. Duel sur une île (Mann Hunt)
11. Un cauchemar vert (Tangled Up in Green)
12. L'Ultime combat [1/2] (Ultimate Doom [1/2])
13. L'Ultime combat [2/2] (Ultimate Doom [2/2])